# Conquista musulmana de Persia
La conquista musulmana de Persia (633-654) se refiere a la invasión del Imperio sasánida y gran parte de la región irania oriental en Asia Central por parte de los ejércitos en su mayoría árabes del Estado islámico temprano (el Califato rashidun u ortodoxo),  como parte de las primeras conquistas musulmanas, iniciadas por Mahoma en 622. Tal conquista desembocó en el fin del Imperio sasánida y la decadencia de la religión zoroástrica en Persia (Irán), que había sido la religión oficial de la región desde la época del Imperio aqueménida (circa 550 a. C.). También resultó en la asimilación de pueblos que dio forma y vitalizó a la cultura musulmana.  A su vez, la persecución de los zoroastrianos por parte de los primeros musulmanes durante y después de este conflicto impulsó a muchos de ellos a huir hacia el este, a la India, donde recibieron refugio de diversos reyes.
Con el paso de los siglos, la inmensa mayoría de los pueblos iranios, incluyendo a los persas y kurdos, pasó del zoroastrismo al islam, sobre todo (aunque no exclusivamente) a su rama chiita. Sin embargo, las experiencias de la civilización persa precedente no se perdieron, sino que fueron en gran parte absorbidas por la nueva entidad islámica.
Mientras Arabia experimentaba el auge del islam en el siglo VII, Persia se enfrentaba a una debilidad política, social, económica y militar sin precedentes. El ejército sasánida se había agotado enormemente en la guerra bizantino-sasánida de 602-628. Tras la ejecución del sah sasánida Cosroes II en 628, la estabilidad política interna de Persia comenzó a deteriorarse rápidamente. Diez nuevos aspirantes reales fueron entronizados en los cuatro años siguientes.  Poco después, Persia se vio aún más devastada por el Interregno sasánida, una guerra civil a gran escala que comenzó en 628 y que resultó en la descentralización del gobierno para 632.
Cuando Yazdgerd III, el último soberano sasánida y zoroastriano de Irán, llegó al trono en 632, el año de la muerte de Mahoma, heredó un imperio debilitado por las guerras bizantinas y las disensiones internas. En medio de la agitación persa, la primera invasión del califato rashidun al territorio sasánida tuvo lugar en 633, cuando el ejército rashidun conquistó partes de Asuristán, centro político y económico sasánida en Mesopotamia.  Posteriormente, el comandante regional del ejército rashidun, Jálid ibn al-Walid, fue transferido para supervisar la conquista musulmana del Levante, y a medida que el ejército rashidun se centraba cada vez más en el Imperio bizantino, los territorios mesopotámicos recién conquistados fueron retomados por el ejército sasánida. La segunda invasión rashidun comenzó en 636, bajo el mando de Sa'd ibn Abi Waqqas, cuando una victoria clave en la batalla de al-Qadisiyyah puso fin de forma permanente a todo control sasánida al oeste del actual Irán. Durante los seis años siguientes, los montes Zagros, una barrera natural, marcaron la frontera política entre el califato rashidun y el Imperio sasánida. En 642, Umar ibn al-Jattab, tras ocho años de reinado como segundo califa del islam, ordenó una invasión a gran escala del resto del Imperio sasánida. Dirigiendo la guerra desde la ciudad de Medina, en Arabia, la rápida conquista de Persia por parte de Umar, mediante una serie de ataques coordinados y multifacéticos, se convirtió en su mayor triunfo, lo que contribuyó a su reputación como gran estratega militar y político. Sin embargo, en 644, fue asesinado por el artesano persa Abu Lu'lu'a Firuz, quien había sido capturado por las tropas rashidun y llevado a Arabia como esclavo.
La caída de los sasánidas se ha atribuido a las luchas clasistas y religiosas en su sociedad, la falta de apoyo popular a un régimen elitista, los conflictos entre los nobles, la inestabilidad dinástica y el coste de la reciente, larga e infructuosa guerra contra los bizantinos. El éxito final de los musulmanes también se ha explicado por su organización y determinación, el efecto de su fe en su moral, su capacidad para reclutar y cooptar fuerzas a medida que se expandían, y su mayor movilidad.  Algunos historiadores iraníes han defendido a sus antepasados utilizando fuentes árabes para ilustrar que, «contrariamente a lo que afirman algunos historiadores, los iraníes, de hecho, lucharon larga y tenazmente contra los árabes invasores».  Para el año 651, la mayoría de los centros urbanos en territorio iraní, con la notable excepción de las provincias a orillas del mar Caspio (es decir, en Tabaristán y Transoxiana), habían quedado bajo dominio musulmán. Muchas localidades lucharon contra los invasores, y aunque el ejército rashidun había establecido su hegemonía sobre la mayor parte del país, muchas ciudades se rebelaron asesinando a sus gobernadores árabes o atacando sus guarniciones. Con el tiempo, refuerzos militares sofocaron las insurgencias iraníes e impusieron el control total. La islamización de Irán fue gradual y se incentivó de diversas maneras a lo largo de siglos, aunque algunos iraníes nunca se convirtieron y existe evidencia generalizada de que las escrituras zoroastrianas y todas las demás escrituras preislámicas fueron quemadas sistemáticamente y de que los sacerdotes zoroastrianos fueron ejecutados, particularmente en zonas que fueron focos de resistencia. El islam se había convertido en la religión predominante de Irán para la Baja Edad Media;  la mayoría de los iraníes eran musulmanes sunitas hasta que los safávidas convirtieron Irán por la fuerza al chiismo en el siglo XVI.
Esta fue la primera vez desde la caída del Imperio neobabilónico en el 539 a. C. con la batalla de Opis, que Mesopotamia fue gobernada de nuevo por pueblos de habla semítica, tras siglos de dominio persa (los imperios aqueménida, parto y sasánida) y greco-romano (los imperios macedonio, seléucida y romano). El fin de los sasánidas fue ignominioso, pero no marcó el fin de Irán. Más bien, marcó un nuevo comienzo. En dos siglos, la civilización irania revivió con una amalgama cultural, con patrones artísticos y de pensamiento, con actitudes y una sofisticación que provenían de su herencia iraní preislámica, una herencia transformada, pero también revitalizada por la conquista árabe musulmana.

## Persia antes de la conquista
Desde el siglo I a. C., el río Éufrates había servido de frontera, aunque continuamente franqueado, entre el Imperio romano (más tarde bizantino) y el Imperio parto (más tarde sasánida). La inmensa mayoría de las batallas, y también de las fortificaciones, se concentraban en las regiones de colinas del norte y en Armenia. Al sur, romanos y persas estaban separados por vastos desiertos, donde no los amenazaba más que las ocasionales incursiones de las tribus árabes. Ambos imperios concluyeron alianzas con pequeños principados árabes semiindependientes, que servían de estados tapón y protegían a Bizancio y Persia de los ataques beduinos. Los clientes de los bizantinos eran los gasánidas de Jabiyah, y los de los persas, los lajmíes de Al-Hira, clanes que estaban constantemente ocupados luchando entre sí, con lo que no afectaban considerablemente a la seguridad de los bizantinos ni de los persas.
En el siglo VI y el VII, ciertos factores echaron por tierra este equilibrio de fuerzas multisecular.

### El equilibrio entre Bizancio y Persia amenazado
A poco de subir al trono, el shahanshah (Rey de Reyes) o shah (rey) persa Cosroes II venció (con el apoyo del emperador bizantino Mauricio) una rebelión peligrosa en el seno de su propio imperio, encabezada el general Bahrâm Chubin. Luego dedicó sus esfuerzos a los problemas exteriores, en particular con los bizantinos, que habían vuelto a ser sus enemigos tradicionales del Imperio tras la deposición y asesinato de su amigo Mauricio a manos del general Focas (602-610); y durante algunos años el shah tuvo cierto éxito. Sus tropas, al mando del general Sharvaraz, saquearon y ocuparon Siria y Asia Menor, logrando avanzar hasta Calcedonia en 608. Entre 613 y 614, Sharvaraz extendió las fronteras occidentales persas hasta las ciudades de Antioquía, Damasco y Jerusalén y hasta Egipto. En esos momentos, Constantinopla (capital bizantina) estaba sitiada por los ávaros y se esperaba la llegada persa, pero dicho peligro se conjuró.
Los bizantinos, al mando de su nuevo emperador, el general Heraclio (610-641), se reagruparon y rechazaron a los persas, tras desembarcar en Isos y atacar a las fuerzas iraníes por la retaguardia. Aparte de esto surgieron desavenencias en el campo persa y el general Sharvaraz se apartó del mando persa. El ejército del shah Cosroes, al mando del general Rhahzadh, fue derrotado en la batalla de Nínive en 627 por el emperador Heraclio; los bizantinos recuperaron toda Siria y penetraron en las provincias de Mesopotamia, amagando la capital persa, Ctesifonte. A pesar de eso se le intentó pedir la paz al shah, pero Cosroes la rechazó de forma altiva.

### Asesinato de Cosroes II y sucesión de monarcas débiles
En vista de esto, estalló en Ctesifonte una revuelta nobiliaria-militar encabezada por el príncipe Kavad, hijo del shah. Cosroes fue asesinado en el año 628, después de ver como degollaban a dieciocho de sus hijos. Kavad II asumió el poder, firmó la paz con Heraclio y murió por la peste poco después. Luego de estos hechos, los pretendientes al trono fueron numerosos: entre 628 y 632 hubo nueve reyes de Persia (Ardacher III, el general Sharvaraz, la princesa Boran, la princesa Azarmedukht, Ormuz VI, Cosroes IV, Cosroes V y Boran II). El último, Yazdgerd III (632-654), era nieto de Cosroes II y lo que se sabe de él es que era hijo único. Su fecha de nacimiento es desconocida.

### Revueltas de los Estados vasallos árabes
Los clientes de los bizantinos, los árabes gasánidas, se convirtieron al cristianismo monofisita, considerado como herejía por la Iglesia ortodoxa. Los bizantinos trataron de suprimir la herejía, debilitando a los gasánidas y alimentando rebeliones en las fronteras del desierto.
A su vez, los lajmíes se rebelaron también contra el sah persa Cosroes II. Al-Nu‘man III (hijo de Al-Mundhir IV), primer rey lajmí cristiano nestoriano, fue derrocado y muerto por Cosroes II, porque había tratado de librarse de la tutela persa. Después del asesinato de Cosroes, el Imperio persa se fragmentó, y los lajmíes consiguieron una independencia de hecho.
Es probable que el debilitamiento del tapón que constituían gasánidas y lajmíes facilitara la invasión árabe-musulmana por Irak y Baréin.

## Ascensión del Imperio islámico
Al morir el profeta Mahoma en 632, la inmensa mayoría de la actual Arabia había sido unificada bajo la bandera de la nueva religión, el islam. Pero también había grupos de beduinos y aldeanos araboparlantes instalados en los confines de la estepa siria, por lo que todo régimen que pretendiese unificar a los árabes debía conquistar la estepa siria. Bajo el mando de Abu Bakr, primer califa y sucesor de Mahoma, los musulmanes reafirmaron su dominio sobre Arabia (Guerras Ridda) y lanzaron después campañas contra los árabes restantes en Siria y en Palestina.
Sin embargo, se produjo una colisión con los imperios bizantino y sasánida, que se disputaban sus territorios desde hacía siglos. Pronto, las guerras dejaron de tener por objetivo la consolidación de las tribus árabes para transformarse en operación de conquista.

## Conquista islámica de la Mesopotamia persa

Campaña mesopotámica de Jálid en el 633.

La crisis política sasánida posterior a la muerte de Cosroes II dejó a los iraníes en posición de debilidad frente a los invasores árabes. En un principio, los musulmanes trataron de afianzar su control de las lindes del desierto y el reino de los lajmíes. La ciudad fronteriza de Al-Hira (antigua capital de los lajmíes) cayó en sus manos en 633.
Los sasánidas, reorganizados bajo la égida del shah Yazdgerd III, contraatacaron, y obtuvieron una importante victoria en la batalla del Puente en octubre de 634.
Tras una victoria decisiva de los musulmanes del general Jalid ibn al-Walid contra los bizantinos en la batalla de Yarmuk (Siria, 636), el segundo califa Úmar, pudo desplazar tropas hacia el este y retomar la ofensiva contra los sasánidas.

### La batalla de Qādisiyya
En torno al año 636, Rostam Farrojzād, consejero y general de Yazdgerd III, hizo atravesar al lado occidental del Éufrates a un ejército de 100.000 hombres para batirse en la batalla de Qādisiyya, junto a la actual ciudad de Hilla, en Irak. Algunos han criticado la decisión del general de enfrentarse a los árabes en su propio terreno, al borde del desierto, arguyendo que los persas habrían podido resistir luchando en la orilla oriental del Éufrates.
El califa Úmar decidió reemplazar al general Jálid ibn al-Walid por un miembro importante de la tribu Quraysh, y desplegó una caballería de treinta mil jinetes, a las órdenes del famoso Sahaba Sa'd ibn Abi Waqqas, contra las tropas persas. En la batalla que siguió, dominaron inicialmente los iraníes, gracias a sus elefantes, pero al tercer día de combate, los musulmanes tomaron ventaja por la velocidad de su caballería. El general persa cayó preso y fue decapitado. Según las fuentes islámicas, las bajas persas fueron inmensas, mientras los árabes perdieron unos siete mil quinientos hombres. El tamaño de las tropas presentes y la disparidad de las pérdidas pueden ser exageraciones posteriores, pero la victoria aplastante de los árabes es indiscutible.
Tras la batalla, las tropas árabes musulmanas de Sa`d ibn Abī Waqqās se abrieron camino hasta la capital persa, Ctesifonte (en árabe, Madā’in), que tras un breve asedio, fue evacuada por el sah Yazdgerd III. Después de la toma y saqueo de la ciudad, los árabes prosiguieron hacia el este, persiguiendo a Yazdgerd y a los restos de su tropa. En poco tiempo, los ejércitos árabes rechazaron un gran contraataque de los sasánidas en la batalla de Jalūlā’, y salieron vencedores de otros enfrentamientos en Qasr-e Shirin y Masabadhan. Desde Siria y del centro de Mesopotamia se destacaron dos contingentes árabes que ocuparon el norte de Mesopatamia y se dispusieron a atacar Armenia. Para el año 640, los árabes controlaban toda Mesopotamia, incluyendo la actual provincia iraní de Juzestán.
Para asegurar sus nuevas conquistas, los árabes fundaron dos campamentos militares, Kufa y Basora, que pronto se transformaron en florecientes ciudades y centros de difusión de su cultura. En estas ciudades nacerían las escuelas de gramática que habrían de sistematizar el idioma árabe.

## Conquista del altiplano iraní
Se dice que el califa Úmar no tenía intención de enviar sus tropas más allá de los montes Zagros ni al altiplano iraní. Este hecho se explica tradicionalmente en que quería conservar una barrera entre árabes y persas. Comentarios posteriores justifican el buen sentido de dicha estrategia por la necesidad de evitar un despliegue excesivo de las fuerzas árabes. Éstas, efectivamente, acababan de conquistar vastos territorios que aún necesitaban administración y tropas de pacificación.
Los generales y guerreros de Úmar querían más acción. Alegaban que el sah Yazdgerd III podía aún convertirse en una amenaza si se lo dejaba reunir tropas con calma. La persistencia del estado persa era una incitación a la revuelta en los territorios conquistados. Por último, aquellos árabes que se sentían perjudicados en la distribución de tierras y botín obtenidos en las conquistas de Mesopotamia insistían para organizar nuevas expediciones.
Omar cedió, y las tropas árabes que atravesaron los Zagros triunfaron allá donde pasaron, aplastando toda resistencia.

### La batalla de Nahâvand
En 641, Yazdgerd había reunido un nuevo ejército (90 000 soldados), al mando del general Fayzuran, en Nahâvand, a unos 60 km de Hamadán, con la finalidad de detener el avance árabe y reconquistar Mesopotamia. En esta batalla, la caballería del Sahaba Numan ibn Muqarrin (30 000 jinetes) atacó a las fuerzas persas del general Fayzuran y las derrotó, en lo que los árabes conocen como la “victoria entre victorias”. Los invasores, poco después, avanzaron y ocuparon la cercana Hamadán. Yazdgerd III, incapaz de reunir un nuevo ejército, se dio a la fuga y la resistencia persa, que estaba organizada centralmente, acabó. Las autoridades locales ofrecieron una esporádica resistencia, que rara vez fue efectiva.

### Prosigue la conquista
Por el norte, los contingentes musulmanes apostados en el norte de Mesopotamia, con apoyo de las fuerzas árabes asentadas en el norte de Siria, tras cruzar la parte norte de los Zagros y eliminar la resistencia kurda, comenzaron a penetrar y atacar al territorio montañoso de Armenia. Finalmente, en 645, la mayoría de los señores cristianos armenios se sometieron al califa, a cambio de respetar sus costumbres. Sin embargo, todavía quedaron partes de Armenia y un gran número de armenios bajo jurisdicción bizantina. Acto seguido, ocuparon la actual región de Azerbaiyán y avanzaron por el norte, tomando Derbent. La resistencia de los jázaros, impidió el avance árabe hacia el norte.
Por el sur, fuerzas árabes apostadas en Basora y Juzestán avanzaron sobre la provincia de Fars (cuna de los sasánidas), ocupándola junto a su ciudad más importante, Shiraz.
A fines de 644, el califa Úmar fue asesinado por un esclavo persa, llamado Firuz, y fue sucedido por Uthman Ibn Affan, representante de la aristocracia mequí. Para esa época, la expansión árabe en el altiplano iraní llegaba hasta Shiraz (Fars), Isfahán y Hamadán.
Finalizada la consolidación de los territorios conquistados, prosiguió la expansión árabe en el altiplano iraní. En 649, con vistas de conquistar la provincia persa de Jorasán, las fuerzas del gobernador árabe de Kufa, Sa'id ibn al-'As, avanzaron desde Hamadán y Ray hasta Gorgan (actual provincia de Golestán) y Jorasán. Al mismo tiempo, y con el mismo propósito, las fuerzas del gobernador árabe de Basora, Abdullah ibn 'Amir, comenzaron su avance a través de Fars y Kermán hacia el oasis de Tabas y en dirección a Nishapur y Merv. A pesar del difícil camino que tomó, Abdullah ibn 'Amir ganó la partida y ocupó la codiciada provincia persa. Las ciudades de Jorasán; Nishapur, Sarajs, Tus, Herat y Merv llegaron rápidamente a acuerdos con los musulmanes.
Desde Kirman, se envió un destacamento árabe, al mando de Al-Rabi ibn Ziyad, para conquistar Seistán y cumplió su cometido. La vanguardia musulmana enviada al noreste de Herat, al mando de al-Ahmaf ibn Qais, tras aplastar una enconada resistencia, avanzó hasta Balkh y la orilla del río Oxus (actual Amu Darya) donde se detuvo.
Tras la derrota de Nahâvand, Yazdgerd III huyó hacia el nordeste, de un distrito a otro de lo que quedaba de su antiguo Imperio, siendo recibido con hostilidad por los gobernantes de las regiones orientales, quienes no le consideraban como el legítimo soberano. El clavo del ataúd fue cuando un desacuerdo sobre la estrategia militar/diplomática causó que el gobernador de Media se pasara al lado de los Árabes, dejando al rey sin ninguna mano de obra para frenar la invasión y desintegración de su Imperio. Finalmente, se dice que Yazdgerd III fue asesinado en el año 651 en Merv (localidad que está dentro del actual Turkmenistán) por un molinero que intentaba robarle, huyendo su hijo Peroz —quien, si hubiera llegado a reinar nominalmente y efectivamente, habría sido Peroz III—. Algunos nobles persas, se unieron a Peroz, y buscaron ayuda para intentar recuperar su imperio en la China Tang. Junto con Peroz, también escaparon a China su hermano Bahram, y sus hijos Narsieh y Cosroes. Las fuerzas islámicas de Abdullah ibn 'Amir, poco después del hecho, establecieron un campamento en Merv.
La vanguardia musulmana enviada al noreste de Herat, al mando de al-Ahmaf ibn Qais, tras aplastar una enconada resistencia, avanzó hasta Balkh y la orilla del río Oxus (actual Amu Darya) donde se detuvo. Así se dio por finalizada en esta fase, la conquista musulmana de Persia por parte del Califato ortodoxo.

## Finalización de la conquista árabe de Persia por el Califato omeya
Con el asesinato del califa Uthmán y la elección del cuarto y último califa ortodoxo a Ali Ibn Abi Talib en 656, estalló una guerra civil entre el flamante califa y los parientes del califa asesinado, los Omeya, encabezados por Muawiya ibn Abi Sufyan, gobernador árabe de Siria, acusándolo de instigar el crimen para provecho suyo. Este conflicto derivó después en el cisma musulmán: suníes, chiitas y jariyitas. Esta guerra civil tuvo su repercusión en el altiplano iraní, en particular en la provincia de Jorasán (donde se encontraba la mayor concentración de fuerzas musulmanas en Irán). Las fuerzas árabes de Abdullah ibn 'Amir asentadas allí se retiraron de este territorio hacia Basora. Lo mismo hicieron las fuerzas musulmanas asentadas en el resto de Irán.
Con el asesinato del califa Ali y la consagración de Muawiya como califa en 661 se dio comienzo al Califato omeya. Abdullah ibn 'Amir regresó con sus fuerzas a Jorasán, pero poco después fue desplazado del gobierno de Basora. La consagración de provincia autónoma dentro del califato a Jorasán, con 'Ubayd Allah ibn Ziyad (hijo del gobernador de Basora) como gobernador, dio un nuevo impulso a la expansión musulmana hacia el este. 'Ubayd Allah reemprendió el avance árabe al otro lado del Oxus y atacó al gobernador de Bujará. Los siguientes gobernadores árabes de Jorasán continuaron haciendo incursiones al norte del Oxus. Estos ataques se detuvieron por la guerra civil que suscitó Abd Allah ibn al-Zubayr en el centro del califato entre 683 y 692. Las tribus árabes asentadas en Jorasán se enzarzaron en disputas.
En 685, asumió el poder el califa Abd al-Málik. Este califa apoyado por el general Al-Hayyach ibn Yúsuf, derrotó a 'Abd Allah ibn al-Zubayr. En recompensa, el califa otorgó a su general una especie de virreinato o delegación en Irak. Desde este puesto, Al-Hayyach se dispuso a reorganizar las provincias orientales del califato.
La provincia de Jorasán se convirtió en base para las nuevas incursiones a Transoxiana. En 697, Al-Hayyach envió como gobernador de Jorasán al general Al-Muhallab ibn Abu Sufra, que reorganizó las tribus y procuró reiniciar las campañas al norte del Oxus. Entre 699 y 700, las montañas del actual Afganistán fueron ocupadas, a pesar de que su población (budista en su mayoría) fue difícil de someter y, finalmente, se islamizó a principios del siglo XI. Con la llegada al poder califal de Walid I y la confirmación del virrey Al-Hayyach, se eligió como gobernador de Jorasán al general Qutayba ibn Muslim. Qutayba se apoderó de Tocaristán (705) y de Transoxiana (706-9). Después de conquistar Bujará y Samarcanda, estableció una base de operaciones al norte del Yaxartes (actual Syr Darya) en Taskent y avanzó hacia el norte hasta Isfijab. Al mismo tiempo, el general 'Abd al-Rahman ibn Muslim (hermano de Qutayba) sometió Corasmia (710-12). Qutayba avanzó en sus conquistas y ocupó Ferganá (713-14). Poco después, Qutayba fue asesinado en una rebelión de sus tropas, por instigación del nuevo califa Suleimán I, el cual también mandó asesinar al virrey Al-Hayyach.
Hacia el sur, desde Irak y cruzando Fars, el joven general Muhammad ibn Qasim (yerno de Al-Hayyach) avanzó hacia el este, conquistando la región desértica de Beluchistán y la desolada región costera de Makrán (atestadas de tribus iranias belicosas), antes de atacar y conquistar la región del Sind y el Panyab meridional, en el valle del bajo Indo, entre los años 710 y 711. En 713, Muhammad ibn Qasim ocupó el centro budista de Multan, que se convertiría en el centro cultural más avanzado del islam en la India. Tras derrotar al rajá hindú Dahir, el jefe árabe se dispuso a organizar el territorio conquistado con ayuda de la población de la región conquistada, tras haber prometido que respetaría todos las costumbres y la religión de la población y los rasgos de la administración anterior. Este sería el límite de la conquista árabe de la India, ya que la resistencia del poderoso reino rajput de Pratihara, impidió la expansión hacia el Panyab por el norte y el desierto de Thar lo impidió por el este.
En 715 se completó la conquista árabe en Irán con la ocupación de Tabaristán, región boscosa y montañosa situada al sur del mar Caspio, donde habitaban belicosas poblaciones iranias de religión zoroastiana. Estas poblaciones (entre ellas los dailamitas, que fueron el origen de los Buyíes) se convirtieron a fines del siglo IX al chiismo.

## La ocupación
Bajo el califato de Úmar y sus primeros sucesores, los conquistadores árabes trataron de mantener su cohesión cultural y política frente a la atracción que ejercían las civilizaciones conquistadas. Los árabes prefirieron acuartelarse en las ciudades, antes que dispersarse por el territorio. No debían casarse sino con árabes, ni aprender la lengua o leer la literatura de los pueblos conquistados.

### El régimen de los conquistados
Los nuevos súbditos no musulmanes dimmíes estaban obligados a pagar un impuesto especial, la yizia (del persa medio gazīt), y se les imponían distintas restricciones relacionadas con el culto y el vestido. Durante los primeros siglos, al menos, las conversiones masivas no fueron buscadas ni autorizadas. Más adelante, dichas restricciones desaparecieron.
El profeta Mahoma había dejado claro que la religión de la “gente del Libro” (judíos y cristianos) sería tolerada siempre que éstos se sometieran al poder islámico. Al principio, la cuestión de si debía acordarse o no a la religión estatal sasánida (el zoroastrismo) el mismo tratamiento no estaba clara para los musulmanes. Muchos jefes árabes destruyeron templos zoroastrianos y prohibieron el culto. Otros toleraron el culto persa. Tras algunas disputas, los zoroastrianos fueron finalmente aceptados como “Gente de Libro”. Algo similar sucedió con la población de confesión budista del este del altiplano iraní.

## Transformaciones culturales

### La islamización
Antes de la conquista, la mayoría de los iraníes eran zoroastrianos, pero existían también grandes y prósperas comunidades judías y cristianas. Los invasores árabes impusieron ciertas restricciones, bajo las cuales se consentía el culto a los adeptos de las tres religiones. El trasvase de la población hacia el islam fue lento pero constante. Los primeros en convertirse fueron la aristocracia y los habitantes de las ciudades. Entre el campesinado y la clase terrateniente (“dehqān”), el islam se difundió con más lentitud.
En las provincias de Jorasán, Juzestán y de Al-Yibal la islamización fue rápida. El caso contrario sucedió en la provincia de Fars y las regiones montañosas del Kurdistán, Luristán y Tabaristán que siguieron por un tiempo siendo zoroastrianos. En las montañas afganas y en el desierto de Beluchistán sucedió lo mismo.
A finales del siglo X, la mayoría de los iraníes eran musulmanes (al menos nominalmente).
Según Bernard Lewis:

Las conquistas arabo-islámicas han sido consideradas en Irán de distintos modos: por algunos, como una bendición, el advenimiento de la verdadera fe, el final de la era de la ignorancia pagana; por otros, como una humillante derrota nacional: la conquista y subyugación del país por invasores extranjeros. […] Irán fue efectivamente islamizado, pero no arabizado. Los persas siguieron siendo persas; y tras un intervalo de silencio, Irán volvió a emerger como un elemento distinto y diferente dentro del mundo islámico, añadiendo a este mismo cosas nuevas. En los planos cultural, político y sobre todo religioso, la contribución iraní a la nueva civilización islámica es  de una importancia inmensa. La obra de los iraníes puede ser observada en cualquier campo de realización cultural, incluyendo la poesía árabe, algunas de cuyas obras más significativas fueron realizadas por poetas de origen iranio. En cierto sentido, el islam iraní es un segundo advenimiento del propio islam, un nuevo islam llamado en ocasiones Eslām-e A‘yam. Fue más este islam persa, y no el original árabe, el que llegó a nuevas zonas y pueblos: a los turcos, primero en Asia Central y después en Oriente Medio, en la región que vino a llamarse Turquía; y por supuesto, a la India. Los turcos otomanos hicieron llegar un forma de la civilización iraní hasta las murallas de Viena… 

De acuerdo con la Tārij-e Bojārā:

Los residentes de Bojārā se convirtieron al islam. Pero renegaban cada vez que los árabes se iban de nuevo. Qutayba b. Muslim los hizo convertirse tres veces, [pero] volvían a renegar [del islam] y se convertían en infieles. A la cuarta vez, Qutayba les hizo la guerra, tomó la ciudad, y tras mucha pugna, estableció el islam... Abrazaron el islam abiertamente, pero en secreto practicaban la idolatría.

Durante los primeros siglos, el islam predominante en Irán fue el suní, gracias a la acción de los samánidas, gaznávidas y selyúcidas. El chiismo, del que Irán es hoy en día es el principal bastión, no se hizo mayoritario hasta su adopción como religión oficial por la dinastía safaví, en el siglo XVI.

### El cambio lingüístico
Durante el reinado de la dinastía Omeya, los invasores impusieron el árabe como lengua primera de sus súbditos en todo el imperio, desplazando a sus lenguas maternas. Sin embargo, el persa medio se reveló muy resistente. La mayor parte de su estructura y vocabulario sobrevivieron, evolucionando hasta transformarse en lo que es hoy el persa moderno. Este, sin embargo, incorporó a su vocabulario gran número de palabras de origen árabe, sobre todo en el dominio religioso. Además, el persa abandonó el alfabeto arameo adaptado y adoptó una variante del alifato árabe, modificado.